# Stictacanthus azadirachtae
Stictacanthus azadirachtae är en insektsart som först beskrevs av Green 1909.  Stictacanthus azadirachtae ingår i släktet Stictacanthus och familjen Lecanodiaspididae. Inga underarter finns listade i Catalogue of Life.